# Aeroporto Internacional Mataveri
O Aeropuerto Internacional Mataveri (em rapanui mata - veri, olho belos), também conhecido como  Aeroporto da Ílha de Páscoa (IATA: IPC, OACI: SCIP), localizado na Ilha de Páscoa, Chile. Em relação a outros aeroportos, é o mais remoto do mundo, localizando-se a 2603 km do aeroporto de Mangareva, na Polinésia Francesa. O aeroporto tem uma pista de 3,4 quilômetros (11 281 pés).
O aeroporto é servido apenas pelo operador aéreo LATAM e utilizado como rota de trânsito para os passageiros que seguem de ou para Papeete, rota operada pela LATAM.

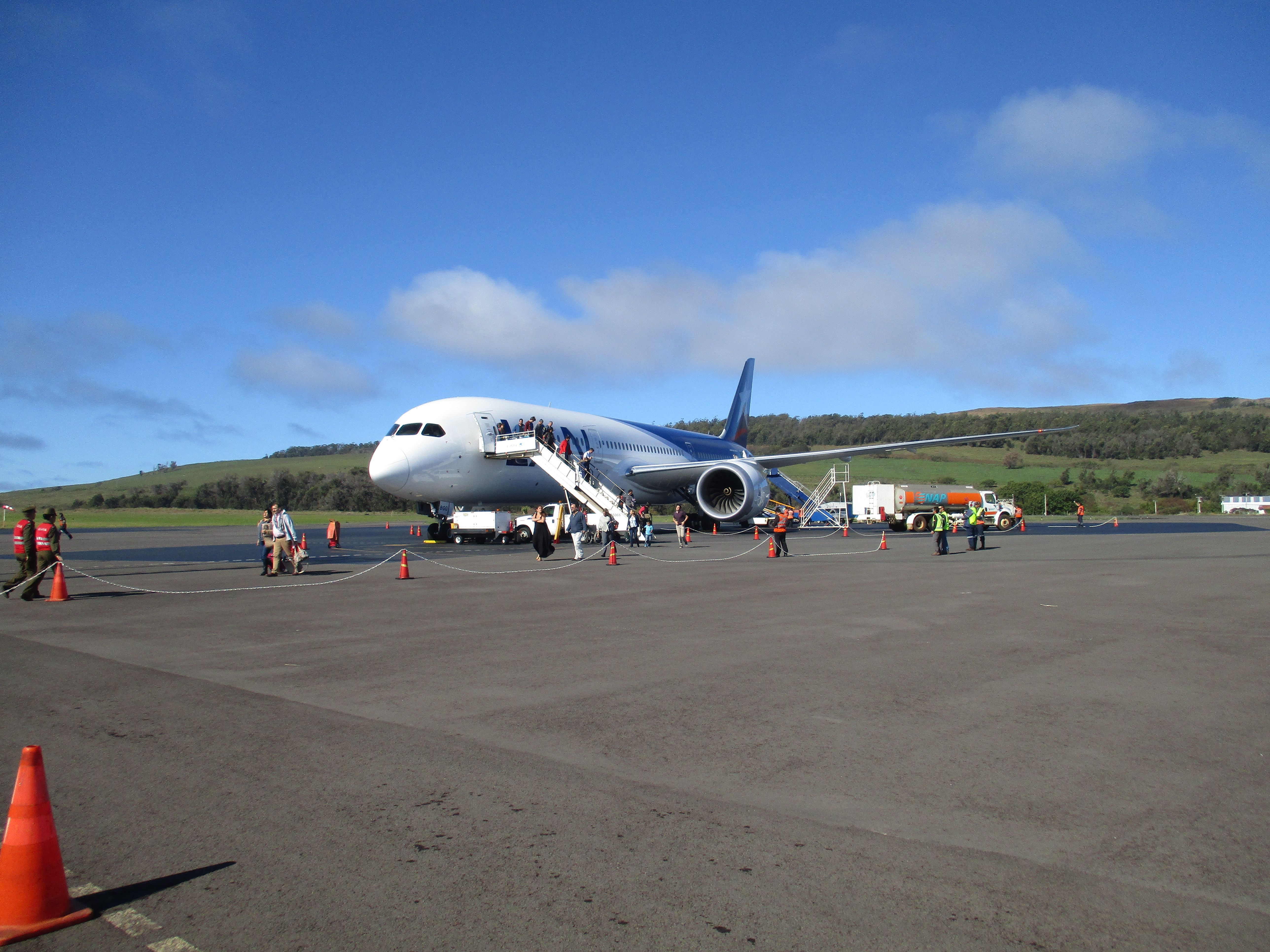
Um Boeing 787-9 da LAN Chile no aeroporto